# NGC 283
NGC 283 è una vasta galassia a spirale situata nella costellazione della Balena a una distanza di 528,7 milioni di anni luce dal sistema solare.

## Descrizione
La galassia ha una classe di luminosità III e presenta una larga riga a 21 cm dell'idrogeno neutro.
Data la sua luminosità superficiale pari a 14,61, NGC 283 può essere classificata come una galassia a bassa luminosità superficiale (nella letteratura in lingua inglese abbreviata in LSB, acronimo di Low Surface Brightness). Le galassie LSB sono galassie di tipo diffuso (D) con una luminosità superficiale inferiore di almeno una magnitudine a quella del cielo notturno circostante.

## Scoperta
NGC 283 è stata scoperta il 2 ottobre 1886 dall'astronomo americano Francis Leavenworth, che l'ha descritta come "debole, piccola e rotonda, prima di un gruppo di quattro" che comprende anche NGC 284, NGC 285 e NGC 286. Queste quattro galassie si trovano nella stessa regione di cielo, a una distanza simile dalla nostra Via Lattea. Sembrerebbero quindi costituire un gruppo di galassie, che però non è stato descritto da alcun autore.